# Kangasjärvi (sjö i Keuru, Mellersta Finland, 62,26 N, 24,84 Ö)
Kangasjärvi är en sjö i kommunen Keuru i landskapet Mellersta Finland i Finland. Sjön ligger 132,9 meter över havet. Arean är 57 hektar och strandlinjen är 5,04 kilometer lång. Sjön  ingår i Kumo älvs huvudavrinningsområde.   Den ligger omkring 46 kilometer väster om Jyväskylä och omkring 230 kilometer norr om Helsingfors. 
I sjön finns ön Kangassaari. 